# Chloé Leurquin
Chloé Leurquin (1990) is een Belgische golfster uit Waterloo.

## Amateur
Cloé won het NK Strokeplay in 2007, 2008 en 2012 en het NK Matchplay in 2010. In 2009 ging zij Business & Engineering studeren. In 2012 won zij ook de King's Prize en de nationale ranking. Ten slotte won ze het Italian International Ladies Amateur in maart 2013.

## Professional
Leurquin werd in maart 2013 professional. Ze speelde dat jaar op de Ladies European Tour Access Series (LETAS). Daar won ze het laatste toernooi en eindigde op de 4de plaats van de Order of Merit, zodat ze in 2014 op de Ladies European Tour mocht spelen.

### Gewonnen
Nationaal
- 2014: PGA Kampioenschap

LETAS
- 2013: The Mineks Ladies Classic